# Daedalea
Daedalea Pers., 1801 è un genere di funghi basidiomiceti della famiglia Fomitopsidaceae.

## Tassonomia

### Sinonimi
- Agarico-suber Paulet, Traité sur les Champignons Comestibles 2(Index): 74 (1793)
- Agaricus Murrill, Bull. Torrey bot. Club 32(2): 83 (1905)
- Phaeodaedalea M. Fidalgo, Mycologia 53(2): 203 (1962) [1961]
- Spelaeomyces Fresen., Beitr. Mykol. 3: 106 (1863)
- Striglia Adans., Fam. Pl. 2: 10 (1763)
- Xylostroma Tode, Fung. mecklenb. sel. (Lüneburg) 1: 36 (1790)[2]

### Specie
La specie tipo del genere è Daedalea quercina (L.) Pers.. Le altre specie sono le seguenti.
- Daedalea abortiva (Peck) Pat. (1900)
- Daedalea aesculi (Fr.) Murrill (1908)
- Daedalea aethalodes (Mont.) Rajchenb. (1986)
- Daedalea africana I. Johans. & Ryvarden (1980)
- Daedalea ambigua Berk. (1845)
- Daedalea candicans P. Karst. (1911)
- Daedalea circularis B.K. Cui & Hai J. Li (2013)
- Daedalea dickinsii Yasuda (1923)
- Daedalea dochmia (Berk. & Broome) T. Hatt. (2005)
- Daedalea ealaensis Beeli (1929)
- Daedalea epidryphloeus E.H.L. Krause (1928)
- Daedalea favoloides Murrill (1912)
- Daedalea flavida Lév. (1844)
- Daedalea fulvirubida (Corner) T. Hatt. (2005)
- Daedalea hydnoides I. Lindblad & Ryvarden (1999)
- Daedalea imponens Ces. (1879)
- Daedalea laciniata (Pers.) Pat. (1900)
- Daedalea langkawiensis Corner (1987)
- Daedalea ligneotexta Van der Byl (1924)
- Daedalea lusor (Corner) T. Hatt. (2005)
- Daedalea microsticta Cooke (1882)
- Daedalea milliaui Beeli (1930)
- Daedalea moesta (Kalchbr.) Rajchenb. (1986)
- Daedalea mollicula Lloyd (1922)
- Daedalea neotropica D.L. Lindner, Ryvarden & T.J. Baroni (2011)
- Daedalea parasitica Velen. (1922)
- Daedalea pinicola (Lázaro Ibiza) Sacc. & Trotter (1925)
- Daedalea proserpens E.H.L. Krause (1928)
- Daedalea pseudodochmia (Corner) T. Hatt. (2005)
- Daedalea radiata B.K. Cui & Hai J. Li (2013)
- Daedalea reflexa Lloyd (1922)
- Daedalea roseola Lloyd (1922)
- Daedalea ryvardeniana Drechsler-Santos & Robledo (2012)
- Daedalea stevensonii Petr. (1959)
- Daedalea sulcata (Berk.) Ryvarden (1977)
- Daedalea tanakae (Murrill) Aoshima (1967)
- Daedalea trametea (Quél.) Sacc. & Traverso (1910)